# شهرستان پوجیانگ (چجیانگ)
شهرستان پوجیانگ (به انگلیسی: Pujiang County) یک شهرستان در چین است که در جینهوا واقع شده‌است.